# Episodi di Raines
La prima e unica stagione della serie televisiva Raines è stata trasmessa dal 15 marzo al 27 aprile 2007 sulla rete statunitense NBC.
In Italia la stagione è andata in onda dal 9 gennaio al 23 gennaio 2012 su Premium Crime.
| nº | Titolo originale     | Titolo italiano        | Prima TV USA   | Prima TV Italia |
| -- | -------------------- | ---------------------- | -------------- | --------------- |
| 1  | Pilot                | La ragazza del mistero | 15 marzo 2007  | 9 gennaio 2012  |
| 2  | Meet Juan Doe        | La vittima sconosciuta | 22 marzo 2007  | 9 gennaio 2012  |
| 3  | Reconstructing Alice | L'identità Di Alice    | 30 marzo 2007  | 16 gennaio 2012 |
| 4  | Stone Dead           | Capitan Raines         | 6 aprile 2007  | 16 gennaio 2012 |
| 5  | 5th Step             | Ombre del passato      | 13 aprile 2007 | 23 gennaio 2012 |
| 6  | Inner Child          | Bambino dentro         | 20 aprile 2007 | 23 gennaio 2012 |
| 7  | Closure              | L'aereo fantasma       | 27 aprile 2007 | 23 gennaio 2012 |